# فانوسية
الفانُوسِيَّة (الاسم العلمي: Fannia)، جنس كبير جدًا من الذباب يضم حوالي 288 نوعًا. وصف الجنس في الأصل من قبل عالم الحشرات الفرنسي جان باتيست روبينو ديسفويدي في عام 1830. تم وضع عدد من أنواعه في السابق في جنس ذبابة المنزل.